# Heizspiegel
Der Heizspiegel ist eine jährliche Datenanalyse, die Vergleichswerte zum Energieverbrauch fürs Heizen und zu den Kosten fürs Heizen von Wohngebäuden ermittelt. Daraus wird auch eine Prognose abgeleitet. Herausgeber ist die gemeinnützige co2online GmbH. Gefördert wird der Heizspiegel vom Bundesministerium für Wirtschaft und Klimaschutz. Seit 2005 sind neben dem bundesweiten rund 110 kommunale Heizspiegel für einzelne Landkreise und Städte erschienen.

## Konzept
Die Daten des Heizspiegels gelten für Wohngebäude mit Zentralheizungen und beziehen sich auf das zurückliegende Abrechnungsjahr. Sie basieren auf der Eingabe von Nutzern in verschiedene Webanwendungen von co2online wie dem „HeizCheck“. Für das Abrechnungsjahr 2020 wurden rund 123.660 anonymisierte Datensätze analysiert. 65 Prozent davon beziehen sich auf Ein- und Zweifamilienhäuser, der Rest auf Mehrfamilienhäuser. Bei der Analyse wird zwischen verschiedenen Energieträgern (Erdgas, Heizöl, Fernwärme, Wärmepumpe und Holzpellets) und Gebäudegrößenklassen sowie Baualtersklassen unterschieden. Die Plausibilität wird durch den Abgleich mit älteren Analysen und anderen jährlichen Datenanalysen (siehe weitere Analysen) geprüft. 
Als Vergleichswerte entstehen Angaben zum Heizenergieverbrauch in Kilowattstunden und zu den Heizkosten in Euro, jeweils pro Quadratmeter und Jahr. Zur Einordnung dieser Werte dienen vier Kategorien: niedrig, mittel, erhöht und zu hoch. Für dezentrale Warmwasserbereitung gibt es Aufschlagswerte. Für die Prognose des Verbrauchs und der Kosten werden Daten des laufenden Abrechnungsjahres mit wetterbedingten Veränderungen und der Entwicklung der Energiepreise verknüpft.
Veröffentlicht werden die Heizspiegel-Werte für das vergangene Abrechnungsjahr üblicherweise im Herbst (September/Oktober). Im Mittelpunkt steht dabei eine Vergleichstabelle. Die wird unter anderem für ein Flugblatt verwendet, das vom Deutschen Mieterbund für die Beratung genutzt wird. Außerdem fließen die Werte in eine andere Webanwendung von co2online ein: das Energiesparkonto.
Kommunale Heizspiegel werden von regionalen Akteuren wie Gemeinden in Auftrag gegeben und genutzt. Sie liefern Vergleichswerte, die sich auf bestimmte Regionen beziehen. Dabei werden deren Besonderheiten wie klimatische Bedingungen oder andere Gebäudebestände berücksichtigt.

## Rezeption
Über den Heizspiegel wird seit 2005 in Medien mit großer Reichweite wie Deutsche Presse-Agentur, t-online, Der Spiegel (online) oder Süddeutsche Zeitung sowie durch Verbraucherorganisationen wie Stiftung Warentest berichtet. Auf kommunale Heizspiegel weisen vor allem regionale Institutionen und Mietervereine sowie Lokalmedien hin. Von einigen Jobcentern und Sozialämtern wird der Heizspiegel genutzt, um die Angemessenheit von Heizkosten zu prüfen (siehe Kritik).

## Kritik
Die Verwendung des Heizspiegels durch Sozialleistungsträger, um die Angemessenheit von Heizkosten zu beurteilen, wird häufig kritisiert; auch von den Herausgebern selbst: Die Heizspiegel-Vergleichswerte würden zwar „Rückschlüsse auf den wärmetechnischen Zustand des Hauses“ erlauben, aber keine Aussagen zum „individuellen Heizverhalten der Bewohner“ oder der „Angemessenheit des Warmwasseranteils bei dezentraler Warmwasserbereitung“ treffen. Außerdem seien die Werte ausdrücklich nur für zentral beheizte Wohngebäude, das jeweilige Abrechnungsjahr und die angegebenen Energieträger gültig.
Zu fehlenden Energieträgern und Heizsystemen sowie fehlendem Warmwasseranteil gibt beziehungsweise gab es ebenfalls Kritik am Heizspiegel. Der Anteil der zentralen Warmwasserbereitung wird seit der Analyse für das Abrechnungsjahr 2013 berücksichtigt. Hintergrund ist laut co2online, dass inzwischen 90 Prozent der zentral beheizten Wohnhäuser eine zentrale Warmwasserbereitung haben. Mit dem Anteil sei für diese nun eine direkte Anwendung möglich. Zu fehlenden Energieträgern wurde in der Vergangenheit darauf verwiesen, dass diese deutlich seltener als die bisher analysierten genutzt und die Daten dementsprechend noch nicht ausreichen würden. Hinzugekommen sind als Energieträger beziehungsweise Heizsysteme Wärmepumpen (seit Abrechnungsjahr 2018) und Holzpellets (2019). Nicht anwendbar ist der Heizspiegel dagegen nach wie vor für einzeln beheizte Wohnungen mit Heizsystemen wie Elektrogebäudeheizungen oder Etagenheizungen.

## Weitere Analysen
Ähnliche Datenanalysen stammen von zwei Energiedienstleistern. Ista International gibt gemeinsam mit dem Wirtschaftsforschungsinstitut Deutsches Institut für Wirtschaftsforschung den „Wärmemonitor“ heraus. Techem veröffentlicht „Energiekennwerte“; beide zuletzt im Jahr 2020. Grundlage sind in beiden Fällen Daten dieser Energiedienstleister aus Mehrfamilienhäusern. Im Gegensatz dazu werden beim Heizspiegel auch Ein- und Zweifamilienhäuser analysiert.